# 佩德拉斯港
佩德拉斯港（葡萄牙語：Porto de Pedras）是巴西阿拉戈斯州的一个市镇。总面积266.24平方公里，总人口10293人，人口密度38.7人/平方公里。